# Юань Маньчжоу-го
Юань Маньчжоу-го (кит. 滿洲國圓) — официальная валюта государства Маньчжоу-го с июня 1932 по август 1945 года. Выпускалась Центральным банком Маньчжоу-Го. Имели хождение банкноты в 1, 5, 10, 100, 1000 юаней и монеты в 5 ли, 1, 5 фэней, 1 цзяо.
Юань был эквивалентен слитку серебра массой 23,91 граммов. Он заменил китайский лян, местную денежную систему, использующуюся в Маньчжурии до Маньчжурского инцидента как законное платёжное средство.

## История
Изначально банкноты и монеты выпускал Банк Японии, затем их выпуск был налажен на монетном дворе Центрального банка Маньчжоу-Го, расположенного в столице Маньчжоу-Го Синьцзине (ныне Чанчунь). Из-за сильных колебаний мировой цены на серебро в 1930-е годы, в 1935 году курс юаня был развязан с серебряным стандартом, и установлен фиксированный обменный курс (1:1) по отношению к японской иене.
Около половины выпущенных банкнот были обеспечены валютными резервами. Первоначально банкноты были выпущены в пяти деноминациях — сто, десять, пять и один юань и пять цзяо. На аверсе были изображены императоры династии Цин. Из-за инфляции в Японии и контролируемых ей районах к концу войны, в 1944 году была выпущена банкнота в 1000 юаней.
Монеты выпускали в номиналом от 5 ли до 10 фэней.

## Банкноты
Первоначально банкноты были напечатаны японцами, а также Императорским типографским бюро Маньчжурии после ремонта старого китайского монетного двора в городе Мукден.
| Банкноты юаня Маньчжоу-Го (выпуск 1932-1933 гг.) | Банкноты юаня Маньчжоу-Го (выпуск 1932-1933 гг.) | Банкноты юаня Маньчжоу-Го (выпуск 1932-1933 гг.) | Банкноты юаня Маньчжоу-Го (выпуск 1932-1933 гг.) | Банкноты юаня Маньчжоу-Го (выпуск 1932-1933 гг.) | Банкноты юаня Маньчжоу-Го (выпуск 1932-1933 гг.) | Банкноты юаня Маньчжоу-Го (выпуск 1932-1933 гг.) |
| Изображение                                      | Изображение                                      | Номинал                                          | Основной цвет                                    | Описание                                         | Описание                                         | Дата выпуска                                     |
| Аверс                                            | Реверс                                           | Номинал                                          | Основной цвет                                    | Аверс                                            | Реверс                                           | Дата выпуска                                     |
| ------------------------------------------------ | ------------------------------------------------ | ------------------------------------------------ | ------------------------------------------------ | ------------------------------------------------ | ------------------------------------------------ | ------------------------------------------------ |
|                                                  |                                                  | 50 фынь (5 Цзяо)                                 | Тёмно-синий и охра                               | Достоинство купюры на китайском языке            |                                                  |                                                  |
|                                                  |                                                  | 1 юань                                           | Синий и жёлтый                                   | Флаг Маньчжоу-го; здание                         | Достоинство                                      | 1932-1933                                        |
|                                                  |                                                  | 5 юаней                                          | Тёмно-коричневый и коричневый                    | Флаг Маньчжоу-го; здание                         | Достоинство                                      | 1933                                             |
|                                                  |                                                  | 10 юаней                                         | Синий и оранжевый                                | Флаг Маньчжоу-го; здание                         | Достоинство                                      | 1932                                             |
|                                                  |                                                  | 100 юаней                                        | Синий и жёлто-оранжевый                          | Флаг Маньчжоу-го; здание                         | Достоинство                                      | 1933                                             |

| Банкноты юаня Маньчжоу-Го (выпуск 1935-1938 гг.) | Банкноты юаня Маньчжоу-Го (выпуск 1935-1938 гг.) | Банкноты юаня Маньчжоу-Го (выпуск 1935-1938 гг.) | Банкноты юаня Маньчжоу-Го (выпуск 1935-1938 гг.) | Банкноты юаня Маньчжоу-Го (выпуск 1935-1938 гг.) | Банкноты юаня Маньчжоу-Го (выпуск 1935-1938 гг.)       | Банкноты юаня Маньчжоу-Го (выпуск 1935-1938 гг.) |
| Изображение                                      | Изображение                                      | Номинал                                          | Основной цвет                                    | Описание                                         | Описание                                               | Дата выпуска                                     |
| Аверс                                            | Реверс                                           | Номинал                                          | Основной цвет                                    | Аверс                                            | Реверс                                                 | Дата выпуска                                     |
| ------------------------------------------------ | ------------------------------------------------ | ------------------------------------------------ | ------------------------------------------------ | ------------------------------------------------ | ------------------------------------------------------ | ------------------------------------------------ |
|                                                  |                                                  | 5 цзяо (50 фынь)                                 | Коричневый, зелёный и сиреневый                  | Чжао Гунмин                                      | Павильон                                               | 1935                                             |
|                                                  |                                                  | 1 юань                                           | Чёрный, зелёный и жёлтый                         | Конфуций                                         | Императорский дворец Маньчжоу-го, Синьцзин             | 1937                                             |
|                                                  |                                                  | 5 юаней                                          | Чёрный и коричневый                              | Мэн-цзы                                          | Здание Государственного Совета Маньчжоу-го, Синьцзин   | 1938                                             |
|                                                  |                                                  | 10 юаней                                         | Чёрный и коричневый                              | Чжао Гунмин                                      | Штаб-квартира Центрального банка Маньчжоу-го, Синьцзин | 1937                                             |
|                                                  |                                                  | 100 юаней                                        | Чёрный и зелёный                                 | Святилище Дачэндянь, Конфуций                    | Овцы                                                   | 1938                                             |

| Банкноты юаня Маньчжоу-Го (выпуск 1944 г.) | Банкноты юаня Маньчжоу-Го (выпуск 1944 г.) | Банкноты юаня Маньчжоу-Го (выпуск 1944 г.) | Банкноты юаня Маньчжоу-Го (выпуск 1944 г.) | Банкноты юаня Маньчжоу-Го (выпуск 1944 г.) | Банкноты юаня Маньчжоу-Го (выпуск 1944 г.)             | Банкноты юаня Маньчжоу-Го (выпуск 1944 г.) |
| Изображение                                | Изображение                                | Номинал                                    | Основной цвет                              | Описание                                   | Описание                                               | Дата выпуска                               |
| Аверс                                      | Реверс                                     | Номинал                                    | Основной цвет                              | Аверс                                      | Реверс                                                 | Дата выпуска                               |
| ------------------------------------------ | ------------------------------------------ | ------------------------------------------ | ------------------------------------------ | ------------------------------------------ | ------------------------------------------------------ | ------------------------------------------ |
|                                            |                                            | 5 цзяо (50 фынь)                           | Сине-зелёный и бледно-голубой              | Святилище Дачэндянь                        | Китайский дракон                                       | 1944                                       |
|                                            |                                            | 1 юань                                     | Чёрный, зелёный и фиолетовый               | Конфуций                                   | Достоинство купюры на китайском и монгольском языках   | 1944                                       |
|                                            |                                            | 5 юаней                                    | Чёрный и оранжевый                         | Мэн-цзы                                    | Здание Государственного Совета Маньчжоу-го, Синьцзин   | 1944                                       |
|                                            |                                            | 10 юаней                                   | Чёрный и зелёный                           | Чжао Гунмин                                | Штаб-квартира Центрального банка Маньчжоу-го, Синьцзин | 1944                                       |
|                                            |                                            | 100 юаней                                  | Чёрный и синий                             | Святилище Дачэндянь, Конфуций              | Бункеры                                                | 1944                                       |

| Банкноты юаня Маньчжоу-Го (выпуск 1941-1945 гг.) | Банкноты юаня Маньчжоу-Го (выпуск 1941-1945 гг.) | Банкноты юаня Маньчжоу-Го (выпуск 1941-1945 гг.) | Банкноты юаня Маньчжоу-Го (выпуск 1941-1945 гг.) | Банкноты юаня Маньчжоу-Го (выпуск 1941-1945 гг.) | Банкноты юаня Маньчжоу-Го (выпуск 1941-1945 гг.)       | Банкноты юаня Маньчжоу-Го (выпуск 1941-1945 гг.) |
| Изображение                                      | Изображение                                      | Номинал                                          | Основной цвет                                    | Описание                                         | Описание                                               | Дата выпуска                                     |
| Аверс                                            | Реверс                                           | Номинал                                          | Основной цвет                                    | Аверс                                            | Реверс                                                 | Дата выпуска                                     |
| ------------------------------------------------ | ------------------------------------------------ | ------------------------------------------------ | ------------------------------------------------ | ------------------------------------------------ | ------------------------------------------------------ | ------------------------------------------------ |
|                                                  |                                                  | 5 фынь                                           | Сине-зелёный (Цвет морской волны)                | Герб Маньчжоу-го                                 | Башня                                                  | 1945                                             |
|                                                  |                                                  | 1 цзяо                                           | Жёлто-оранжевый                                  | Герб Маньчжоу-го                                 | Дом                                                    | 1944                                             |
|                                                  |                                                  | 5 цзяо (50 фынь)                                 | Зелёный, розовый и оранжевый                     | Чжао Гунмин                                      | Павильон                                               | 1941                                             |
|                                                  |                                                  | 100 юаней                                        | Чёрный и синий                                   | Святилище Дачэндянь, Конфуций                    | Бункеры                                                | 1945                                             |
|                                                  |                                                  | 1,000 юаней                                      | Тёмно-коричневый и фиолетовый                    | Святилище Дачэндянь, Конфуций                    | Штаб-квартира Центрального банка Маньчжоу-го, Синьцзин | 1944                                             |

## Монеты
| Монеты юаня Маньчжоу-Го | Монеты юаня Маньчжоу-Го | Монеты юаня Маньчжоу-Го | Монеты юаня Маньчжоу-Го | Монеты юаня Маньчжоу-Го | Монеты юаня Маньчжоу-Го                     | Монеты юаня Маньчжоу-Го | Монеты юаня Маньчжоу-Го                                                     | Монеты юаня Маньчжоу-Го                                                       | Монеты юаня Маньчжоу-Го  |
| Изображение             | Номинал                 | Технические параметры   | Технические параметры   | Технические параметры   | Технические параметры                       | Описание                | Описание                                                                    | Описание                                                                      | Дата первой чеканки      |
| Изображение             | Номинал                 | Диаметр                 | Толщина                 | Масса                   | Состав                                      | Гурт                    | Абверс                                                                      | Реверс                                                                        | Дата первой чеканки      |
| ----------------------- | ----------------------- | ----------------------- | ----------------------- | ----------------------- | ------------------------------------------- | ----------------------- | --------------------------------------------------------------------------- | ----------------------------------------------------------------------------- | ------------------------ |
|                         | 5 ли                    | 21 мм                   |                         | 3.5 гр                  | Бронза                                      | Plain/Smooth            | Флаг Маньчжоу-го во внутреннем жемчужном круге; текст «⋆國洲滿大⋆ 年三同大» | Номинал в цветочном венке                                                     | 1933-1934 (Datong 2-3)   |
|                         | 5 ли                    | 21 мм                   |                         | 3.5 гр                  | Бронза                                      | Plain/Smooth            | Флаг Маньчжоу-го во внутреннем жемчужном круге; текст «⋆國洲滿大⋆ 年元德康» | Номинал в цветочном венке                                                     | 1934-1939 (Kangde 1-6)   |
|                         | 1 фынь                  | 24 мм                   |                         | 4.9 гр                  | Бронза                                      | Plain/Smooth            | Флаг Маньчжоу-го во внутреннем жемчужном круге; текст «⋆國洲滿大⋆ 年二同大» | Номинал в цветочном венке                                                     | 1933-1934 (Datong 2-3)   |
|                         | 1 фынь                  | 24 мм                   |                         | 4.9 гр                  | Бронза                                      | Plain/Smooth            | Флаг Маньчжоу-го во внутреннем жемчужном круге; текст «⋆國洲滿大⋆ 年二德康» | Номинал в цветочном венке                                                     | 1934-1939 (Kangde 1-6)   |
|                         | 1 фынь                  | 19 мм                   | 1.6 мм                  | 1 гр                    | Алюминий                                    | Plain/Smooth            | Герб Маньчжоу-го; текст «• 國洲滿大 • 年八德康»                             | Деноминация в венке из риса                                                   | 1939-1943 (Kangde 6-10)  |
|                         | 1 фынь                  | 16 мм                   |                         | 0.55 гр                 | Алюминий                                    | Reeded                  | Число «1»; текст «• 國帝洲滿 • 年一十德康»                                  | Floral cartouche dividing the denomination; clouds above and below            | 1943-1944 (Kangde 10-11) |
|                         | 1 фынь                  |                         |                         | 0.62 гр                 | Красный или коричневый волокнистый материал | Plain/Smooth            | Numerical «1»; text «• 國帝洲滿 • 年二十德康»                               | Цветочный картуш, разделяющий купюру; облака выше и ниже                      | 1945 (Kangde 12)         |
|                         | 5 фынь                  | 20 мм                   | 1.5 мм                  | 3.5 гр                  | Медно-никелевый сплав                       | Plain/Smooth            | Цветок лотоса; текст «⋆ 國洲滿大 ⋆ 年三同大»                                | Жемчужина выше деноминации между двумя драконами                              | 1933-1934 (Datong 2-3)   |
|                         | 5 фынь                  | 20 мм                   |                         | 3.7 гр                  | Медно-никелевый сплав                       | Plain/Smooth            | Цветок лотоса; текст «⋆ 國洲滿大 ⋆ 年元德康»                                | Жемчужина выше деноминации между двумя драконами                              | 1934-1939 (Kangde 1-6)   |
|                         | 5 фынь                  | 21 мм                   | 1.6 мм                  | 1.2 гр                  | Алюминий                                    | Plain/Smooth            | Большое число «5» внутри круга; текст «• 國洲滿大 • 年十儀溥»               | Герб Маньчжоу-го выше деноминации; цветочный венок внизу                      | 1940-1943 (Kangde 7-10)  |
|                         | 5 фынь                  | 19 мм                   |                         | 0.75 гр                 | Алюминий                                    | Reeded                  | Число «5»; текст «• 國帝洲滿 • 年一十德康»                                  | Цветочный картуш, разделяющий купюру; облака выше и ниже                      | 1943-1944 (Kangde 10-11) |
|                         | 5 фынь                  | 20 мм                   | 2.3 мм                  | 1.2 гр                  | Красный или коричневый волокнистый материал | Plain/Smooth            | Число «5»; текст «• 國帝洲滿 • 年一十德康»                                  | Цветочный картуш, разделяющий купюру; облака выше и ниже                      | 1944-1945 (Kangde 11-12) |
|                         | 1 цзяо                  | 23 мм                   |                         | 5 гр                    | Медно-никелевый сплав                       | Plain/Smooth            | Цветок лотоса; текст «⋆ 國洲滿大 ⋆ 年三同大»                                | Жемчужина выше деноминации между двумя драконами                              | 1933-1934 (Datong 2-3)   |
|                         | 1 цзяо                  | 23 мм                   |                         | 5 гр                    | Медно-никелевый сплав                       | Plain/Smooth            | Цветок лотоса; текст «⋆ 國洲滿大 ⋆ 年五德康»                                | Жемчужина выше деноминации между двумя драконами                              | 1934-1939 (Kangde 1-6)   |
|                         | 1 цзяо                  | 21 мм                   |                         | 3.5 гр                  | Медно-никелевый сплав                       | Reeded                  | Два пегаса; текст «• 國洲滿大 • 年七德康»                                   | Герб Маньчжоу-го над деноминацией со стилизованным восходом солнца и облаками | 1940 (Kangde 7)          |
|                         | 1 цзяо (10 фынь)        | 23 мм                   |                         | 1.7 гр                  | Алюминий                                    | Reeded                  | Число «10» в схеме веса «Фундо»; текст «• 國洲滿大 • 年九德康»              | Герб Маньчжоу-го выше деноминации с двумя рисовыми стеблями                   | 1940-1943 (Kangde 7-10)  |
|                         | 1 цзяо (10 фынь)        | 22 мм                   | 1 мм                    | 1 гр                    | Алюминий                                    | Plain/Smooth            | Число «10»; текст «• 國帝洲滿 • 年十德康»                                   | Цветочный картуш, разделяющий купюру; облака выше и ниже                      | 1943 (Kangde 10)         |